# Android Gingerbread
Android Gingerbread (versione 2.3) è la settima versione di Android e un nome in codice del sistema operativo mobile Android sviluppato da Google e commercializzato nel dicembre 2010. La versione di Gingerbread ha introdotto il supporto per la comunicazione near field (NFC) - utilizzato nelle soluzioni di pagamento mobile - e SIP (Session Initiation Protocol) - utilizzato nella telefonia via Internet VoIP.
L'interfaccia utente di Gingerbread è stata perfezionata in molti modi, rendendola più facile da padroneggiare, più veloce da usare e più efficiente dal punto di vista energetico. Una combinazione di colori semplificata con uno sfondo nero ha dato vividezza e contrasto alla barra delle notifiche, ai menu e ad altri componenti dell'interfaccia utente. Miglioramenti nei menu e nelle impostazioni hanno comportato una navigazione e un controllo del sistema più semplici.
Lo smartphone Nexus S, lanciato a dicembre 2010, fu il primo telefono della linea Google Nexus che eseguiva Gingerbread e anche il primo della linea con funzionalità NFC incorporata.
A maggio 2015, le statistiche pubblicate da Google indicavano che lo 0,3% di tutti i dispositivi Android che accedevano a Google Play eseguivano Gingerbread.

## Funzionalità
Le nuove funzionalità introdotte da Gingerbread includevano:
- Progettazione dell'interfaccia utente aggiornata, che offre maggiore facilità d'uso ed efficienza.
- Supporto per dimensioni e risoluzioni dello schermo extra-large (WXGA o superiore).
- Supporto nativo per la telefonia via Internet SIP VoIP.
- Miglioramento dell'input di testo tramite la tastiera virtuale, con maggiore precisione, suggerimenti di testo migliori e funzionalità di input vocale.
- Funzionalità avanzate di copia/incolla, che consente agli utenti di selezionare una parola premendo, copia e incolla.
- Supporto per Near Field Communication (NFC), che consente all'utente di leggere i tag NFC incorporati in poster, adesivi o pubblicità.
- Nuovi effetti audio come riverbero, equalizzazione, virtualizzazione delle cuffie e potenziamento dei bassi.
- Nuovo Download Manager, che consente agli utenti di accedere facilmente a qualsiasi file scaricato dal browser, dall'email o da un'altra applicazione.
- Supporto per più telecamere sul dispositivo, inclusa una fotocamera frontale, se disponibile.
- Supporto per la riproduzione di video WebM/VP8 e codifica audio AAC.
- Migliore gestione dell'alimentazione, compresa una gestione più attiva delle applicazioni che consumano energia.
- Supporto avanzato per lo sviluppo del codice nativo.
- Un passaggio da YAFFS a file system ext4 su dispositivi più recenti.
- Miglioramenti audio, grafici e di input per gli sviluppatori di giochi.
- Garbage Collection concorrente per prestazioni migliorate.
- Supporto nativo per più sensori (come giroscopi e barometri).